# Петракеевка (Хорольский район)
Петракеевка (укр. Петракіївка) — село,
Петракеевский сельский совет,
Хорольский район,
Полтавская область,
Украина.
Код КОАТУУ — 5324884401. Население по переписи 2001 года составляло 415 человек.
Является административным центром Петракеевского сельского совета, в который, кроме того, входят сёла
Куторжиха,
Среднее и
Хвощовка.

## Географическое положение
Село Петракеевка находится в 3-х км от правого берега реки Хорол, в 7 км от города Хорол, в 2 км от села Куторжиха. По селу протекает ручей. Рядом проходит автомобильная дорога Т-1716.

## История
Село образовано из поселений: Петракеевка, Олимпиядовка и Коноплянка